# جوزيف كورنيل
كان جوزيف كورنيل (24 من ديسمبر 1903م – 29 من ديسمبر 1972م) فنانًا ونحاتًا أمريكيًا، وأحد الرواد والمناصرين الأكثر شهرةً في فن التركيب. ونظرًا لتأثره بالفنانين السرياليين، كان كورنيل أيضًا في طليعة مخرجي الأفلام التجريبية.

## كتابات أخرى
- Mary Ann Caws, Joseph Cornell's Theater of the Mind: Selected Diaries, Letters, and Files (New York: Thames and Hudson, 2000) ISBN 0-500-28243-9
- Catherine Corman, Joseph Cornell's Dreams (Cambridge: Exact Change, 2007) ISBN 1-878972-41-3
- Deborah Solomon, Utopia Parkway: The Life and Work of Joseph Cornell (New York: Farrar, Straus & Giroux, 1997) ISBN 0-374-52571-4
- Sandra Leonard Starr, Joseph Cornell: Art and Metaphysics (New York: Castelli Corcoran Feigen, 1982) LC Catalogue Card Number 82-71787
- Lindsay Blair, The Working Method of Joseph Cornell Reaktion Books; illustrated edition edition (April 1, 1998) ISBN 0-948462-49-3
- Diane Waldman, Joseph Cornell: Master of Dreams (New York: Harry N. Abrams, 2002) ISBN 0-8109-1227-9

## وصلات خارجية
- "Elusive Order: a Joseph Cornell exhibition, reviewed" ArtsEditor.com article
- Joseph Cornell: Navigating The Imagination at The Peabody Essex Museum
- Joseph Cornell at WebMuseum
- Joseph Cornell at Artchive
- Joseph Cornell at Artcyclopedia
- NPR article on Joseph Cornell
- Salon article
- Joseph Cornell Biography and Images: Hollis Taggart Galleries
- Smithsonian Retrospective
- جوزيف كورنيل على موقع IMDb (الإنجليزية)
- جوزيف كورنيل على موقع الموسوعة البريطانية (الإنجليزية)
- جوزيف كورنيل على موقع ألو سيني (الفرنسية)
- جوزيف كورنيل على موقع ميوزك برينز (الإنجليزية)
- جوزيف كورنيل على موقع أول موفي (الإنجليزية)
- جوزيف كورنيل على موقع إن إن دي بي (الإنجليزية)
- جوزيف كورنيل على موقع ديسكوغز (الإنجليزية)
- جوزيف كورنيل على موقع قاعدة بيانات الفيلم (الإنجليزية)
- جوزيف كورنيل على موقع كينوبويسك (الروسية)
- Joseph Cornell papers online at the Smithsonian Archives of American Art